# إلي (نيفادا)
إلي (بالإنجليزية: Ely) هي مركز مقاطعة وايت بين وأكبر مدنها في ولاية نيفادا في الولايات المتحدة الأمريكية. تأسست إلي كمحطة للقطارات على طول خط بوني إكسبريس وطريق أوفرلاند سنترال. ازدهرت المدينة لاحقا بفضل التعدين وذلك في وقت لاحق من المدن الأخرى على طول طريق الولايات المتحدة 50، وذلك مع اكتشاف النحاس في عام 1906. رغم أن سكة الحديدية التي تربط السكة العابرة للقارات الأولى إلى المناجم في أوستن ويوريكا قد أزيلت منذ زمن طويل، فقد تم الحفاظ على السكك الحديدية في إيلى كأثر تراثي بجانب سكة نيفادا الشمالية، المعروفة أيضا باسم قطار الشبح في إلي القديمة. . بلغ عدد السكان 4,455 نسمة حسب تعداد عام 2010.

## التركيبة السكانية
حدّد مكتب تعداد الولايات المتحدة بيانات التركيبة السكانية لإلي في تعداد الولايات المتحدة. في ما يلي، التركيبة السكانية حسب تعدادي 2000 و2010.

### تعداد عام 2000
بلغ عدد سكان إلي 4,041 نسمة بحسب تعداد عام 2000، وبلغ عدد الأسر 1,727 أسرة وعدد العائلات 1,065 عائلة مقيمة في المدينة. في حين سجلت الكثافة السكانية 204.6 نسمة لكل كيلومتر مربع (529.9/ميل2). وبلغ عدد الوحدات السكنية 2,205 وحدة بمتوسط كثافة قدره 111.6 لكل كيلومتر مربع (289.0/ميل2).
وتوزع التركيب العرقي للمدينة بنسبة 89.14% من البيض و0.32% من الأمريكيين الأفارقة و3.12% من الأمريكيين الأصليين و1.09% من الأمريكيين ذوي الأصول الآسيوية و0.35% من سكان جزر المحيط الهادئ و3.71% من الأعراق الأخرى و2.28% من عرقين مختلطين أو أكثر و12.35% من الهسبانيون أو اللاتينيون من أي عرق.
بلغ عدد الأسر 1,727 أسرة كانت نسبة 31.5% منها لديها أطفال تحت سن الثامنة عشر تعيش معهم، وبلغت نسبة الأزواج القاطنين مع بعضهم البعض 46.4% من أصل المجموع الكلي للأسر، ونسبة 10.2% من الأسر كان لديها معيلات من الإناث دون وجود شريك، بينما كانت نسبة 5% من الأسر لديها معيلون من الذكور دون وجود شريكة وكانت نسبة 38.3% من غير العائلات. تألفت نسبة 33.7% من أصل جميع الأسر من عدة أفراد يعيشون في نفس المنزل ونسبة 13.1% كانت تتألف من شخص يعيش بمفرده يبلغ من العمر 65 عاماً أو أكثر. وبلغ متوسط حجم الأسرة المعيشية 2.30، أما متوسط حجم العائلات فبلغ 2.94.
بلغ العمر الوسطي للسكان 40.7 عاماً. وكانت نسبة 25.7% من القاطنين تحت سن الثامنة عشر، وكانت نسبة 6.3% بين الثامنة عشر والرابعة والعشرين عاماً، ونسبة 23.8% كانت واقعةً في الفئة العمرية ما بين الخامسة والعشرين والرابعة والأربعين عاماً، ونسبة 26.4% كانت ما بين الخامسة والأربعين والرابعة والستين، ونسبة 16% كانت ضمن فئة الخامسة والستين عاماً فما فوق. يوجد لكل 100 أنثى 98.7 ذكر، ويوجد لكل 100 أنثى في الثامنة عشر من عمرها فما فوق 96.5 ذكر.
بلغ متوسط دخل الأسرة في المدينة 36,408 دولارًا، أما متوسط دخل العائلة فبلغ 42,168 دولارًا. وكان متوسط دخل الذكور 36,016 دولارًا مقابل 26,597 دولارًا للإناث. وسجل دخل الفرد الخاص بالمدينة 17,013 دولارًا. وكانت نسبة 11.3% من العائلات ونسبة 12.5% من السكان تحت خط الفقر، وكان من هؤلاء نسبة 12.9% تحت سن الثامنة عشر ونسبة 9.2% في الخامسة والستين من العمر وما فوق.

### تعداد عام 2010
بلغ عدد سكان إلي 4,255 نسمة بحسب تعداد عام 2010، وبلغ عدد الأسر 1,856 أسرة وعدد العائلات 1,099 عائلة مقيمة في المدينة. في حين سجلت الكثافة السكانية 215.4 نسمة لكل كيلومتر مربع (557.9/ميل2). وبلغ عدد الوحدات السكنية 2,185 وحدة بمتوسط كثافة قدره 110.6 لكل كيلومتر مربع (286.5/ميل2).
وتوزع التركيب العرقي للمدينة بنسبة 87.73% من البيض و0.80% من الأمريكيين الأفارقة و4.23% من الأمريكيين الأصليين و0.94% من الأمريكيين ذوي الأصول الآسيوية و0.12% من سكان جزر المحيط الهادئ و3.48% من الأعراق الأخرى و2.70% من عرقين مختلطين أو أكثر و14.10% من الهسبانيون أو اللاتينيون من أي عرق.
بلغ عدد الأسر 1,856 أسرة كانت نسبة 27.3% منها لديها أطفال تحت سن الثامنة عشر تعيش معهم، وبلغت نسبة الأزواج القاطنين مع بعضهم البعض 42.5% من أصل المجموع الكلي للأسر، ونسبة 10.1% من الأسر كان لديها معيلات من الإناث دون وجود شريك، بينما كانت نسبة 6.6% من الأسر لديها معيلون من الذكور دون وجود شريكة وكانت نسبة 40.8% من غير العائلات. تألفت نسبة 34.1% من أصل جميع الأسر من عدة أفراد يعيشون في نفس المنزل ونسبة 12.8% كانت تتألف من شخص يعيش بمفرده يبلغ من العمر 65 عاماً أو أكثر. وبلغ متوسط حجم الأسرة المعيشية 2.26، أما متوسط حجم العائلات فبلغ 2.89.
بلغ العمر الوسطي للسكان 42.8 عاماً. وكانت نسبة 23.2% من القاطنين تحت سن الثامنة عشر، وكانت نسبة 8.2% بين الثامنة عشر والرابعة والعشرين عاماً، ونسبة 21.2% كانت واقعةً في الفئة العمرية ما بين الخامسة والعشرين والرابعة والأربعين عاماً، ونسبة 30.3% كانت ما بين الخامسة والأربعين والرابعة والستين، ونسبة 17.2% كانت ضمن فئة الخامسة والستين عاماً فما فوق. وتوزع التركيب الجنسي للسكان بنسبة 50.9% ذكور و49.1% إناث.

## المناخ
يظهر الجدول التالي التغييرات المناخية على مدار السنة لإلي:
| البيانات المناخية لـإلي                               | البيانات المناخية لـإلي | البيانات المناخية لـإلي | البيانات المناخية لـإلي | البيانات المناخية لـإلي | البيانات المناخية لـإلي | البيانات المناخية لـإلي | البيانات المناخية لـإلي | البيانات المناخية لـإلي | البيانات المناخية لـإلي | البيانات المناخية لـإلي | البيانات المناخية لـإلي | البيانات المناخية لـإلي | البيانات المناخية لـإلي |
| الشهر                                                 | يناير                   | فبراير                  | مارس                    | أبريل                   | مايو                    | يونيو                   | يوليو                   | أغسطس                   | سبتمبر                  | أكتوبر                  | نوفمبر                  | ديسمبر                  | المعدل السنوي           |
| ----------------------------------------------------- | ----------------------- | ----------------------- | ----------------------- | ----------------------- | ----------------------- | ----------------------- | ----------------------- | ----------------------- | ----------------------- | ----------------------- | ----------------------- | ----------------------- | ----------------------- |
| الدرجة القصوى °ف (°م)                                 | 68 (20)                 | 67 (19)                 | 76 (24)                 | 83 (28)                 | 95 (35)                 | 99 (37)                 | 101 (38)                | 97 (36)                 | 93 (34)                 | 86 (30)                 | 78 (26)                 | 68 (20)                 | 101 (38)                |
| متوسط درجة الحرارة الكبرى °ف (°م)                     | 39.5 (4.2)              | 42.5 (5.8)              | 50.2 (10.1)             | 57.8 (14.3)             | 67.8 (19.9)             | 79.0 (26.1)             | 87.6 (30.9)             | 85.3 (29.6)             | 75.8 (24.3)             | 62.5 (16.9)             | 48.6 (9.2)              | 39.5 (4.2)              | 61.4 (16.3)             |
| المتوسط اليومي °ف (°م)                                | 25.4 (−3.7)             | 29.0 (−1.7)             | 36.3 (2.4)              | 42.5 (5.8)              | 50.7 (10.4)             | 60.0 (15.6)             | 67.9 (19.9)             | 66.2 (19.0)             | 56.8 (13.8)             | 45.3 (7.4)              | 33.7 (0.9)              | 25.3 (−3.7)             | 44.9 (7.2)              |
| متوسط درجة الحرارة الصغرى °ف (°م)                     | 11.2 (−11.6)            | 15.5 (−9.2)             | 22.4 (−5.3)             | 27.1 (−2.7)             | 33.6 (0.9)              | 40.9 (4.9)              | 48.1 (8.9)              | 47.0 (8.3)              | 37.8 (3.2)              | 28.0 (−2.2)             | 18.7 (−7.4)             | 11.0 (−11.7)            | 28.5 (−1.9)             |
| أدنى درجة حرارة °ف (°م)                               | −27 (−33)               | −30 (−34)               | −13 (−25)               | −5 (−21)                | 7 (−14)                 | 18 (−8)                 | 28 (−2)                 | 24 (−4)                 | 15 (−9)                 | −3 (−19)                | −20 (−29)               | −29 (−34)               | −30 (−34)               |
| الهطول إنش (مم)                                       | 0.70 (18)               | 0.75 (19)               | 0.93 (24)               | 0.95 (24)               | 1.10 (28)               | 0.67 (17)               | 0.64 (16)               | 0.90 (23)               | 0.83 (21)               | 1.00 (25)               | 0.70 (18)               | 0.59 (15)               | 9.76 (248)              |
| متوسط تساقط الثلوج إنش (سم)                           | 9.1 (23)                | 7.9 (20)                | 8.3 (21)                | 5.2 (13)                | 2.3 (5.8)               | 0.1 (0.25)              | 0.0 (0.0)               | 0.0 (0.0)               | 0.4 (1.0)               | 3.0 (7.6)               | 6.1 (15)                | 8.4 (21)                | 50.8 (129)              |
| متوسط أيام هطول الأمطار (≥ 0.01 in)                   | 6.9                     | 7.2                     | 7.6                     | 7.9                     | 7.3                     | 4.8                     | 5.3                     | 5.9                     | 4.9                     | 5.4                     | 5.7                     | 6.3                     | 75.2                    |
| متوسط الأيام المثلجة (≥ 0.1 in)                       | 6.0                     | 5.8                     | 5.9                     | 4.1                     | 1.7                     | 0.2                     | 0.0                     | 0.0                     | 0.2                     | 1.7                     | 4.4                     | 5.7                     | 35.7                    |
| متوسط الرطوبة النسبية (%)                             | 65.3                    | 64.5                    | 59.4                    | 51.8                    | 47.0                    | 39.8                    | 35.2                    | 38.7                    | 42.4                    | 50.5                    | 59.6                    | 64.3                    | 51.5                    |
| ساعات سطوع الشمس الشهرية                              | 215.0                   | 211.0                   | 265.0                   | 286.8                   | 329.3                   | 362.8                   | 365.3                   | 335.8                   | 309.1                   | 266.5                   | 199.6                   | 197.8                   | 3٬344                   |
| نسبة وصول أشعة الشمس                                  | 71                      | 70                      | 71                      | 72                      | 74                      | 81                      | 81                      | 79                      | 83                      | 77                      | 66                      | 68                      | 75                      |
| المصدر #1: NOAA (sun and relative humidity 1961–1990) |                         |                         |                         |                         |                         |                         |                         |                         |                         |                         |                         |                         |                         |
| المصدر #2: Weather Channel (extremes)                 |                         |                         |                         |                         |                         |                         |                         |                         |                         |                         |                         |                         |                         |

## أعلام
- ديف أولريش
- جون راسيل
- بات نيكسون
- أ. جاي كاربنتر